# République de Chine (1912-1949)
Pour les articles homonymes, voir Chine (homonymie) et Gouvernement national réorganisé de la république de Chine.
Pour le régime de la république de Chine après 1949, voir Taïwan.
1912–1915
1916 – 1949
(Réduit à Taïwan depuis 1949)
- République de Chine
- Mongolie-Extérieure, Touva, Tibet indépendants de facto, et territoires revendiqués

Entités précédentes :
- Empire de Chine
- Territoires rebelles de la post-rébellion du Wuchang
- Empire de Chine (1915-1916)
- République soviétique chinoise (1931-1937)
- Mandchoukouo (1932-1945)
- Gouvernement national réorganisé de la république de Chine (1940-1945)

Entités suivantes :
- République populaire de Chine
- République de Chine
- Mongolie
- République populaire du Tannou-Touva (1921)
- Empire de Chine (1915-1916)
- République soviétique chinoise (1931-1937)
- Mandchoukouo (1932-1945)
- Mengjiang (1936)
- Gouvernement national réorganisé de la république de Chine (1940-1945)

La république de Chine (chinois : 中華民國, pinyin : Zhōnghuá Mínguó) est l'appellation du régime qui a dirigé la Chine à partir de 1912 après la chute du régime impérial (qui dirigeait le pays depuis 221 av. J.-C.) à la suite de la révolution de 1911, succédant ainsi à la dynastie Qing qui régnait sur l'Empire depuis 1644.
Ce nouveau régime gouverne la Chine continentale jusqu'en 1949, date à laquelle la victoire communiste à l'issue de la guerre civile chinoise oblige le gouvernement de la république de Chine à se replier dans la province insulaire de Taïwan, où il continue d'appliquer la constitution de 1947. Malgré la coupure factuelle que représente la proclamation, par le Parti communiste chinois, de la république populaire de Chine sur le continent, aucune césure institutionnelle et juridique entre les périodes d'avant et d'après 1949 n'est reconnue par le gouvernement de Taïwan.

## Histoire

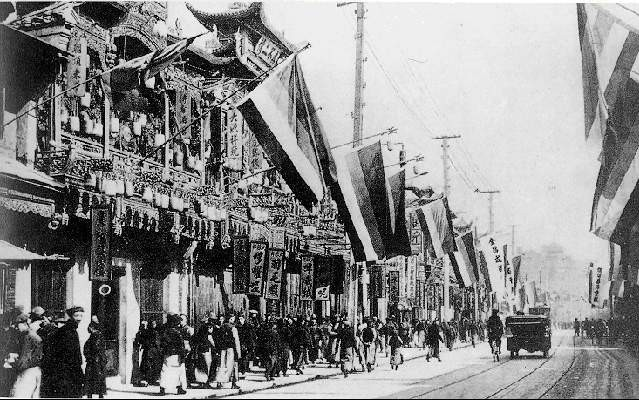
Le drapeau à cinq couleurs, drapeau national de la république de Chine, de 1912 à 1928, arborant les couleurs des « cinq races sous une union » (Hans, Mandchous, Mongols, Huis et Tibétains). Après 1935, ce drapeau fut aussi utilisé par plusieurs gouvernements collaborateurs chinois mis en place par les Japonais.

Ce régime est l'héritier des mouvements réformateurs puis révolutionnaires-républicains chinois, incarnés par Sun Yat-sen. La révolution chinoise de 1911 renverse l'Empire, la république de Chine étant proclamée le 1er janvier 1912, et confirmée par l'abdication de Puyi. Sun Yat-sen ne sera président que pour un an, et Song Jiaoren, un autre membre du Kuomintang, mouvement révolutionnaire de Sun Yat-sen, sera élu président.
Mais la nouvelle République sombre dans l'instabilité politique dès ses premières années : les révolutionnaires ont dû céder la présidence de la République à Yuan Shikai, en 1913, chef de l'armée, en échange de son soutien. Le gouvernement est de facto sous le contrôle des militaires de l'armée de Beiyang, d'où son surnom de gouvernement de Beiyang. Yuan Shikai réalise un coup d'État en 1913 et tente de rétablir l'empire à son profit ce qui déclenche la guerre de protection de la nation. Son échec, rapidement suivi de son décès, laisse la Chine sans gouvernement central fort.

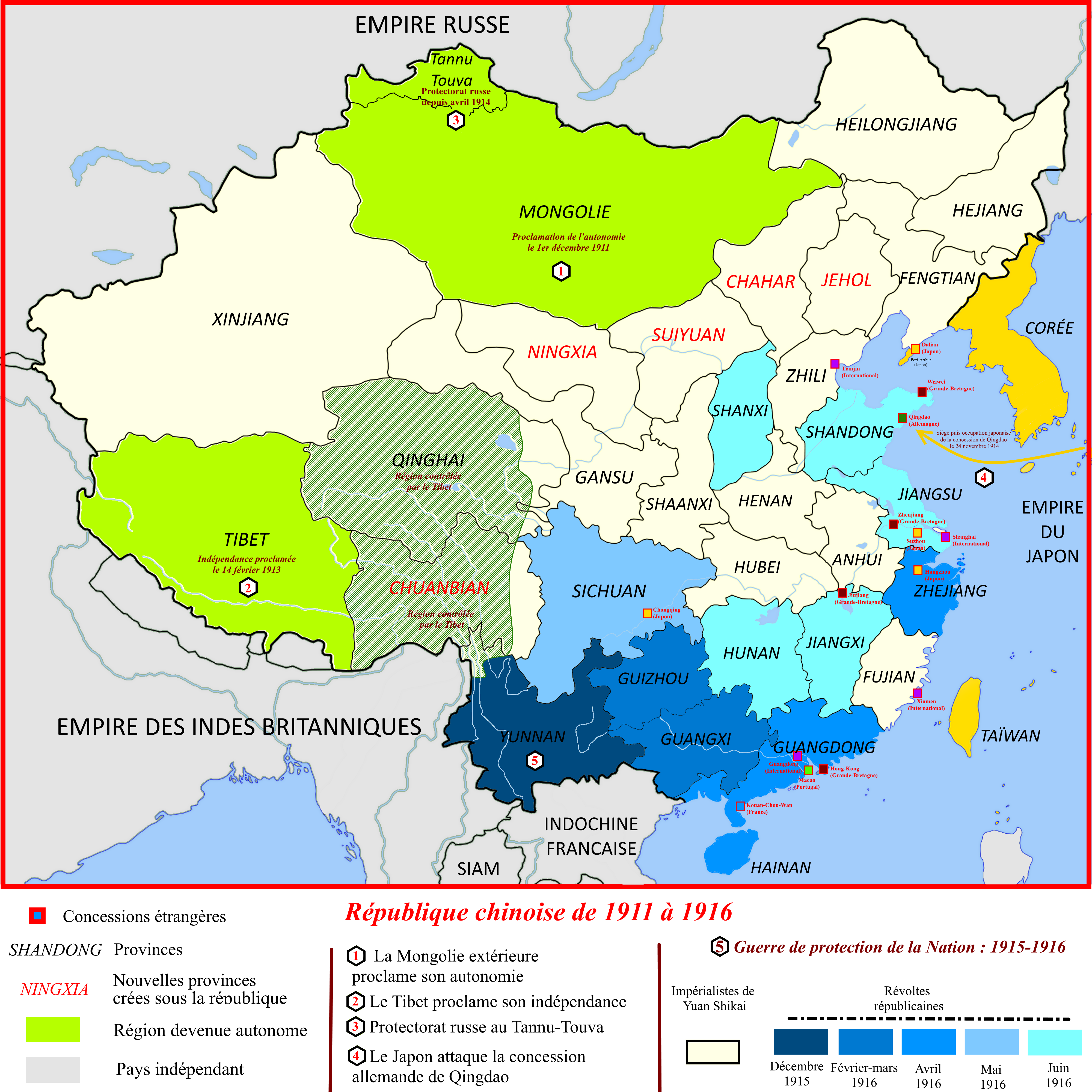
Carte des évènements en Chine au début de la république de Chine de 1911 à 1916.

La Chine connaît une période de confusion et de conflits internes dus aux seigneurs de la guerre, le pays étant la proie de factions militaires rivales qui se disputent le pouvoir. Sun Yat-sen, chef du Kuomintang, établit un gouvernement militaire à Canton dans le but de rétablir l'ordre en Chine, mais n'obtient pas de reconnaissance internationale, étant uniquement soutenu par l'Union soviétique. Sun Yat-sen se fera écarter entre 1919 et 1921 par Cen Chunxuan, ex-vice-roi du Liangguang (actuel Guangdong et Guangxi).

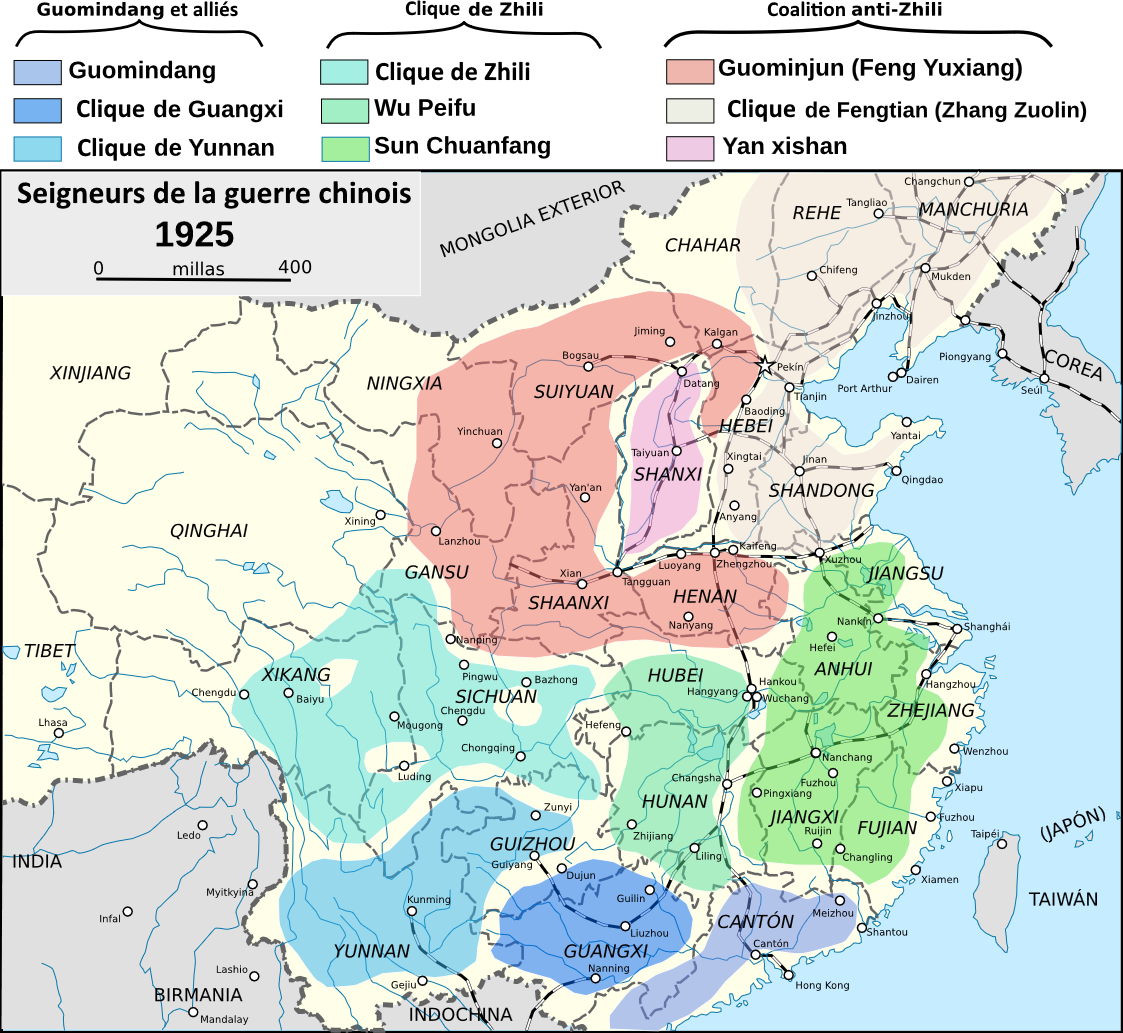
Carte des seigneurs de la guerre en 1925.

En 1926, après la mort de Sun Yat-sen, le pouvoir revient de fait à Tchang Kaï-chek, commandant de l'Armée nationale révolutionnaire, qui établit son autorité sur le Kuomintang, évinçant notamment Wang Jingwei qui avait fait figure de successeur de Sun Yat-sen. Il lance l'expédition du Nord, qui lui permet de soumettre les seigneurs de la guerre et de revendiquer la souveraineté sur l'ensemble de la Chine. Mais entre-temps, le Kuomintang et le Parti communiste chinois rompent leur alliance : la guerre civile entre communistes et nationalistes débute dès 1927. Les communistes contrôlent en Chine certains territoires, que les nationalistes réduisent militairement au fil des années. Le régime prend à partir de 1928 l'aspect d'une dictature militaire dominée par Tchang Kaï-chek qui demeure chef de l'armée, y compris dans les périodes où il n'est pas officiellement chef de l'État ou du gouvernement ; le Kuomintang est parti unique et les institutions sont encadrées par une constitution provisoire. Puisque l'URSS ne soutenait plus le Kuomintang, mais le gouvernement communiste de la république populaire de Mongolie (nord de la Mongolie historique), le gouvernement nationaliste provincialise la Mongolie intérieure, jusque-là autonome (sud de la Mongolie historique).
Le pays est parallèlement en lutte à la politique expansionniste du Japon : en 1931, l'empire du Japon envahit et annexe la Mandchourie. En 1937, il envahit la partie orientale du pays, ouvrant la voie à huit ans de guerre. Une trêve avec les communistes est conclue, pour combattre ensemble l'envahisseur. Un gouvernement collaborateur dirigé par Wang Jingwei avec le soutien des Japonais revendique à partir de 1940 le nom de république de Chine. Avec l'extension en Asie de la Seconde Guerre mondiale, le régime de Tchang Kaï-chek entre dans le camp des Alliés, rejoint par le parti communiste chinois en juillet 1941.
Après la défaite des Japonais, la république de Chine nationaliste tente de stabiliser ses institutions en adoptant une nouvelle constitution en 1947, mais les troupes communistes de Mao Zedong, armées par l'URSS, prennent l'avantage et repoussent bientôt celles du Kuomintang dans l'ensemble du pays. Mao proclame la république populaire de Chine le 1er octobre 1949 ; en décembre 1949, la classe politique nationaliste et le reste de l'armée de la république de Chine, accompagnés d'un exode de population, s'exilent « provisoirement » sur l'île de Taïwan, reprise aux Japonais en 1945, où le gouvernement nationaliste se maintient jusqu'à nos jours.
Étant juridiquement la continuation directe de la Première République, il continue de réclamer la pleine souveraineté sur l'ensemble du territoire chinois, mais ne parvient pas à en retrouver le contrôle. De son côté, le gouvernement communiste ne parvient pas à prendre le contrôle de l'île, et y renonce « provisoirement » tout en revendiquant, lui aussi, la pleine souveraineté sur l'ensemble du territoire chinois. Le régime nationaliste de l'île s'ouvre progressivement à la démocratie et accède à la prospérité économique à partir des années 1950 ; le régime communiste du continent s'ouvre progressivement à l'économie de marché à partir des années 1990 et accède à la prospérité économique à partir des années 2000 ; le statut de Taïwan demeure un problème géopolitique important même si les deux parties s'accordent à considérer officiellement qu'il n'existe qu'« une seule Chine ».

## L'organisation de la république de Chine
Le pouvoir était divisé en trois pouvoirs, où la population devait normalement contrôler selon les prévisions de Sun Yat-Sen, mais à cause de l'hyperinflation et de la corruption, il s'est délité. Aussi, durant les dictatures, les trois pouvoirs appartenaient à une élite du Kuomintang :
- le pouvoir législatif, contrôlé par le Kuomintang ;
- le pouvoir exécutif, confisqué par les seigneurs de guerre et, dans certaines zones, par les communistes ;
- le pouvoir judiciaire, inexistant ou corrompu.

Cela a pu contribuer à la défaite de la république de Chine sur le continent, en 1949.

## Armée
La république de Chine a développé, avec l'aide de l'URSS puis des États-Unis, une armée, l'Armée nationale révolutionnaire du Kuomintang, une force d'environ 4 millions d'hommes. Elle a permis de rétablir l'autorité de la république dans l'Ouest face aux insurgés musulmans et de défendre l'indépendance du pays à l'Est face aux Japonais.

## Démographie
En héritant officiellement de l'empire Qing, la république de Chine comptait environ 600 millions d'habitants dans la deuxième décennie du XXe siècle. Mais les conflits internes (les seigneurs de guerre) et externes (guerre sino-japonaise) limitent le contrôle réel du territoire, et déciment les populations (batailles, famines dues à la guerre).
Lorsque les Japonais capitulent, en 1945, la république de Chine alors contrôlée par le Kuomintang était encore affaiblie par ses divisions internes. Le gouvernement officiel est défait en 1949 par l'armée communiste et s'exile sur l'île de Taïwan. En 2005, l'île compte environ 23 millions d'habitants sous la responsabilité de la république de Chine.

## Territoire
En héritant officiellement de l'empire Qing convoité par les pays colonisateurs (Royaume-Uni, France, États-Unis, Japon, Russie, Allemagne) qui y ont des zones d'influence et des concessions extraterritoriales, la Chine a abandonné de nombreux comptoirs, de nombreux vassaux (Corée, Viêt Nam) et la côte nord-est de l'embouchure du fleuve Amour (Heilongjian) à Vladivostok cédée à la Russie en 1858, ainsi que des îles du Pacifique telles Taïwan et les Pescadores cédées au Japon en 1895.
Les conflits internes contre et entre les « seigneurs de la guerre », la création du Mandchoukouo en Mandchourie par le Japon en 1931, puis les conquêtes japonaises de la guerre sino-japonaise de 1937 à 1945 réduisent à chaque fois le territoire républicain. En 1945, la défaite japonaise permet de recouvrer de nombreux territoires au Nord et sur le littoral. La République libère Taïwan au nom de l'ONU, et y gagne de nombreuses petites îles.
Mais les communistes ont créé de nombreuses zones autonomes, qui finalement refoulent le Kuomintang et la République hors du continent. Les îles de Taïwan, de Hainan, et toute la série des îles du Pacifique sont bientôt le seul territoire sous contrôle de la république de Chine.
Lorsque Hainan tombe, abandonnée car indéfendable, seules restent sous la République :
- l'île de Taïwan ;
- les Pescadores (îles Penghu) ;
- Jinmen (Quemoy) et les îles Matsu proches de la côte du continent ;
- d'autres petites îles mineures.

Depuis lors, Taïwan fait face à la volonté de la république populaire de Chine d'annexer son territoire.

## Cartes de la Chine de 1911 à 1950

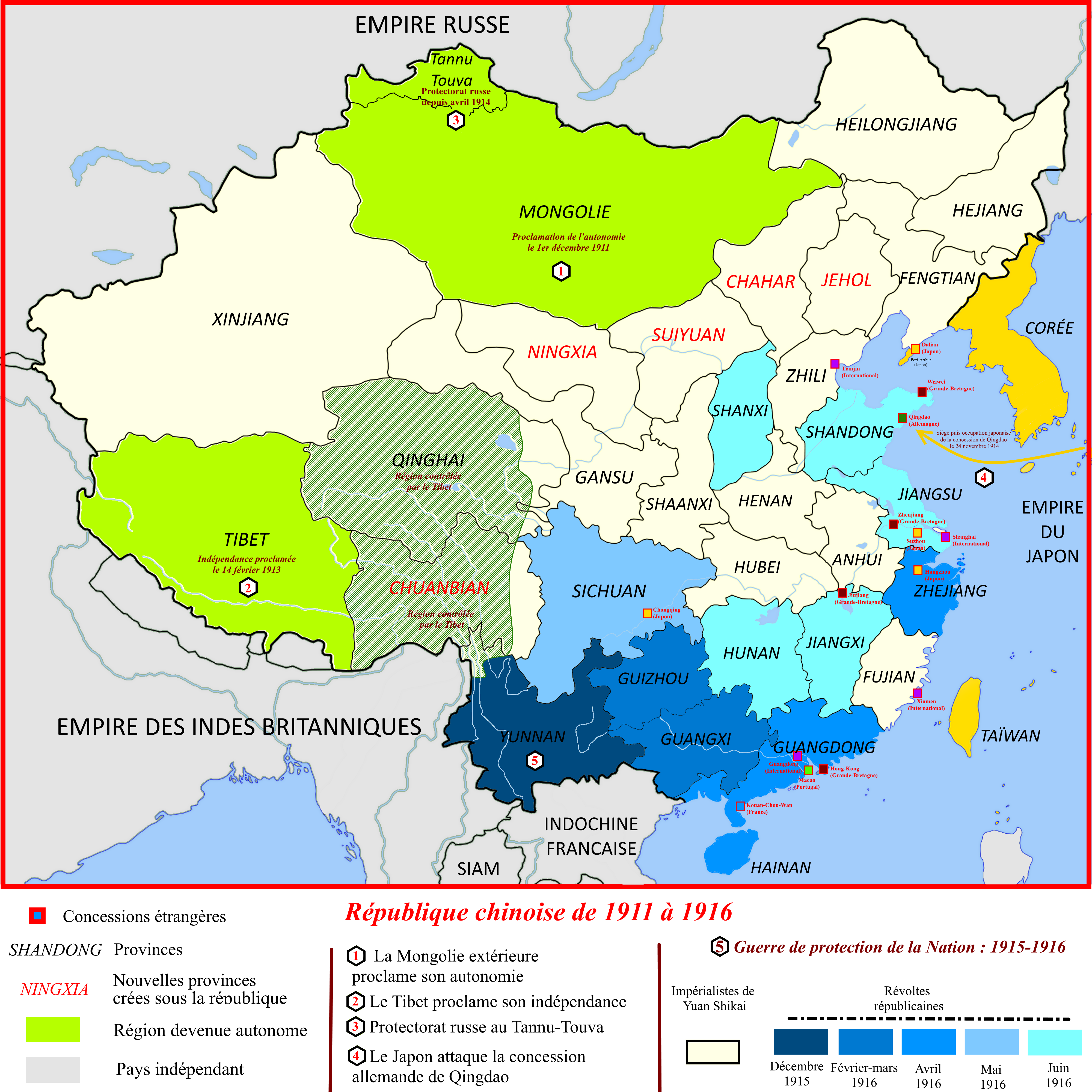
De 1911 à 1916.
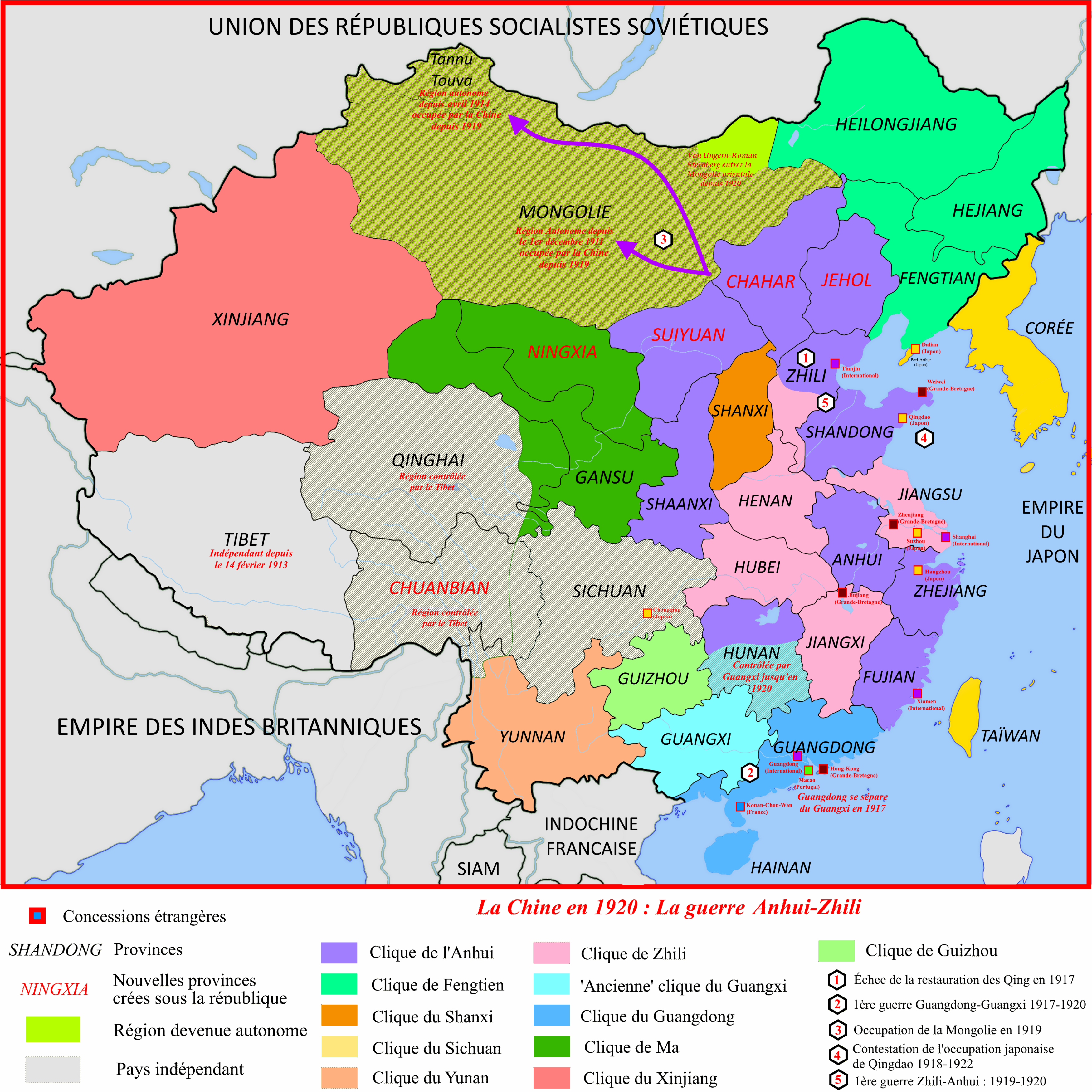
De 1916 à 1920.
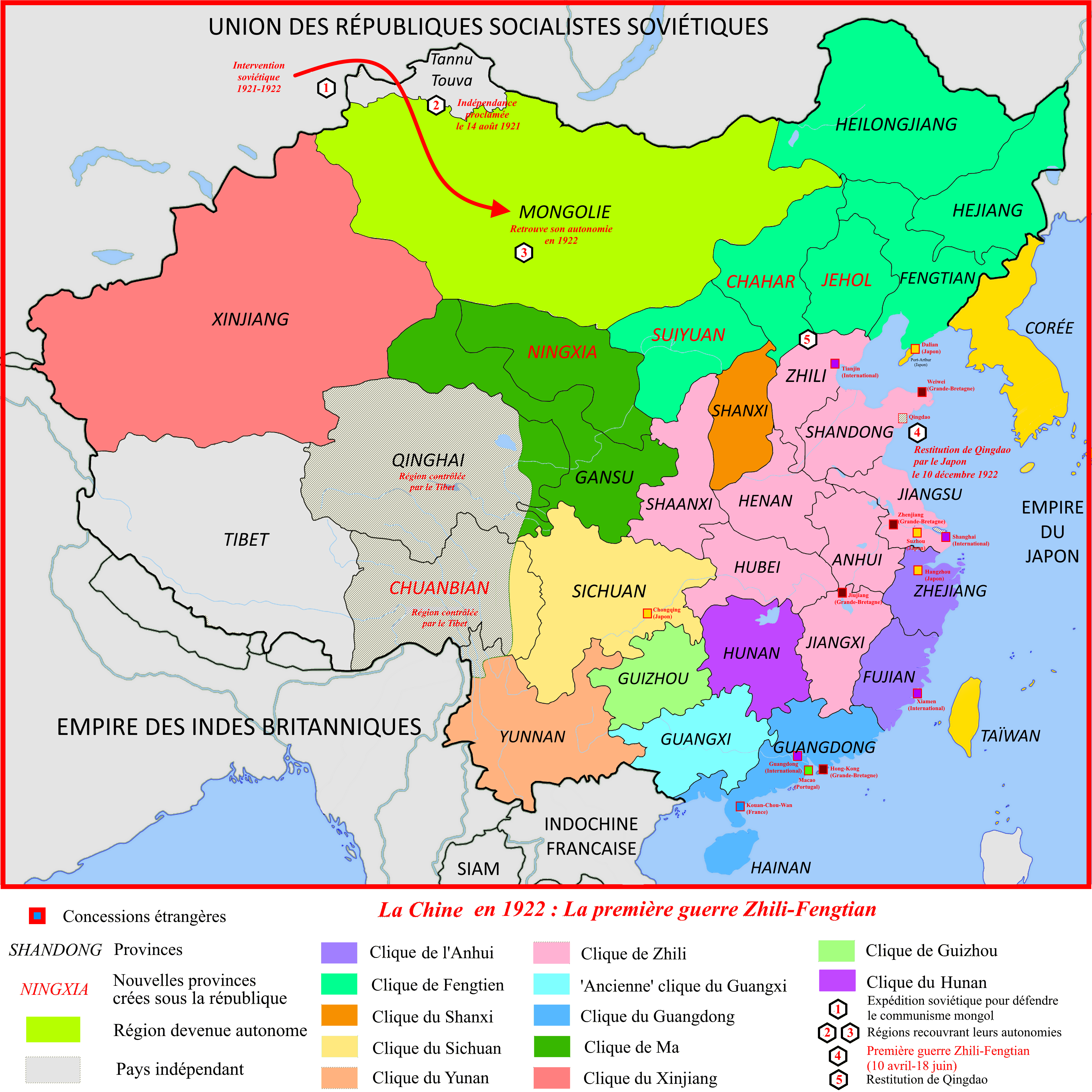
De 1921 à 1922.
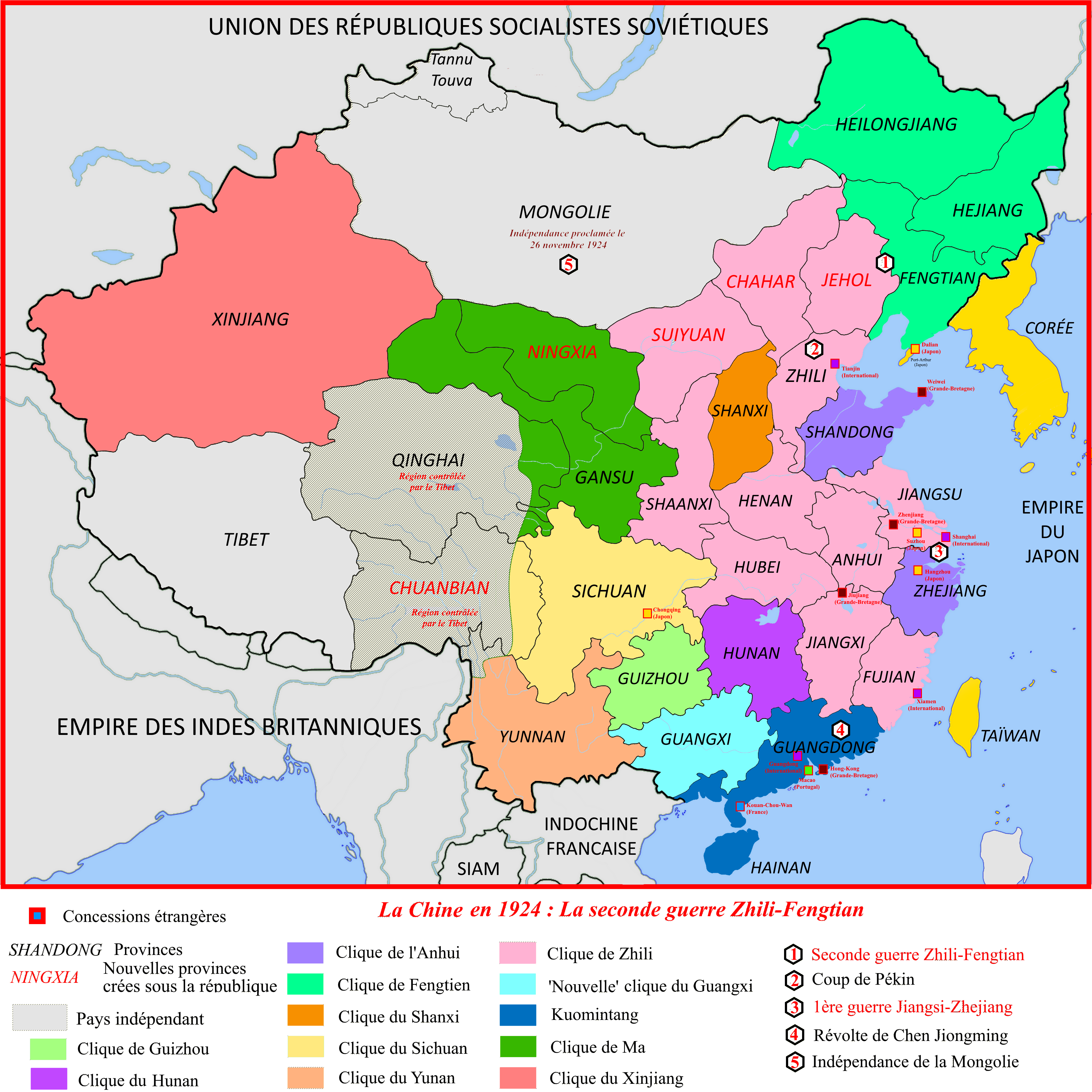
De 1923 à 1924.
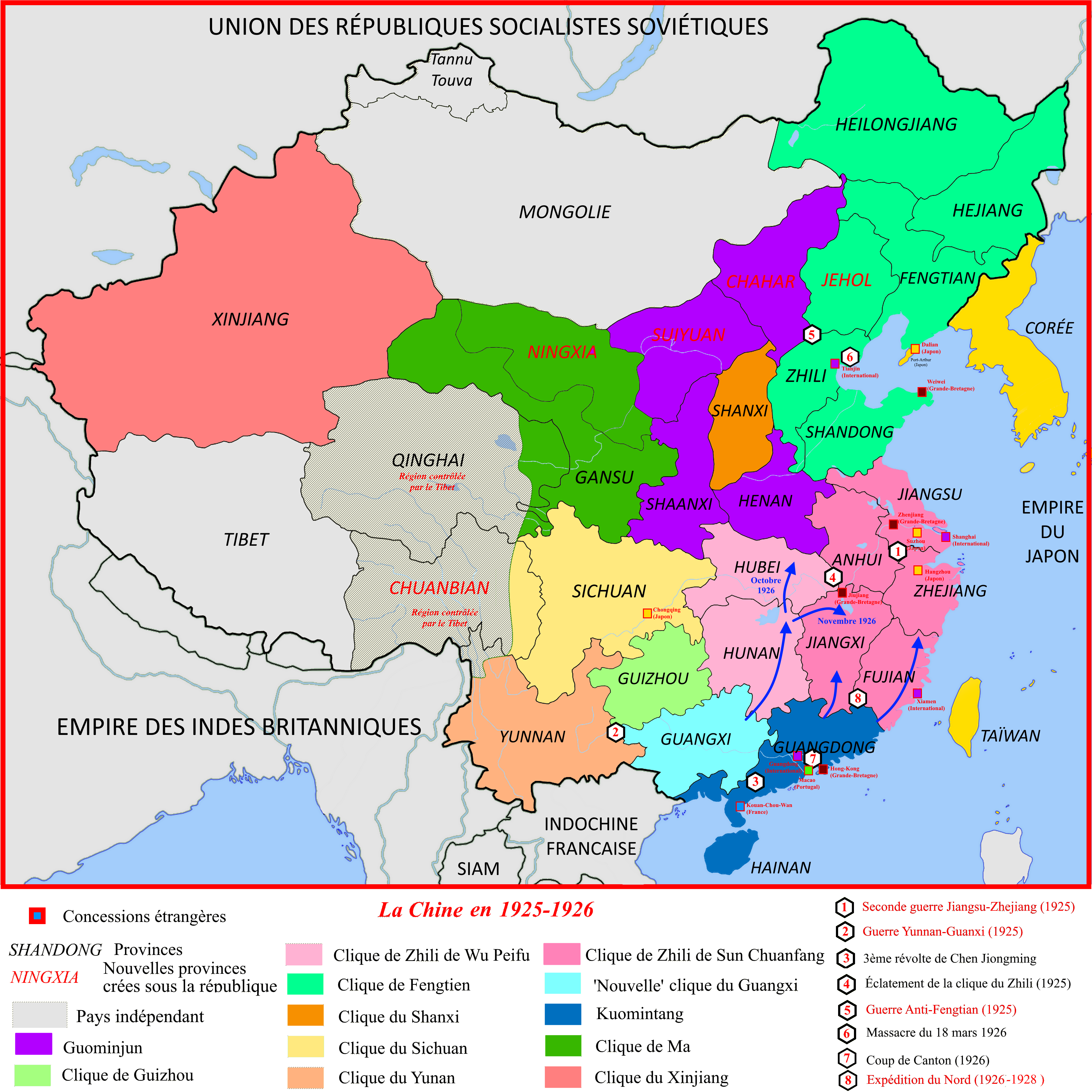
De 1925 à 1926.
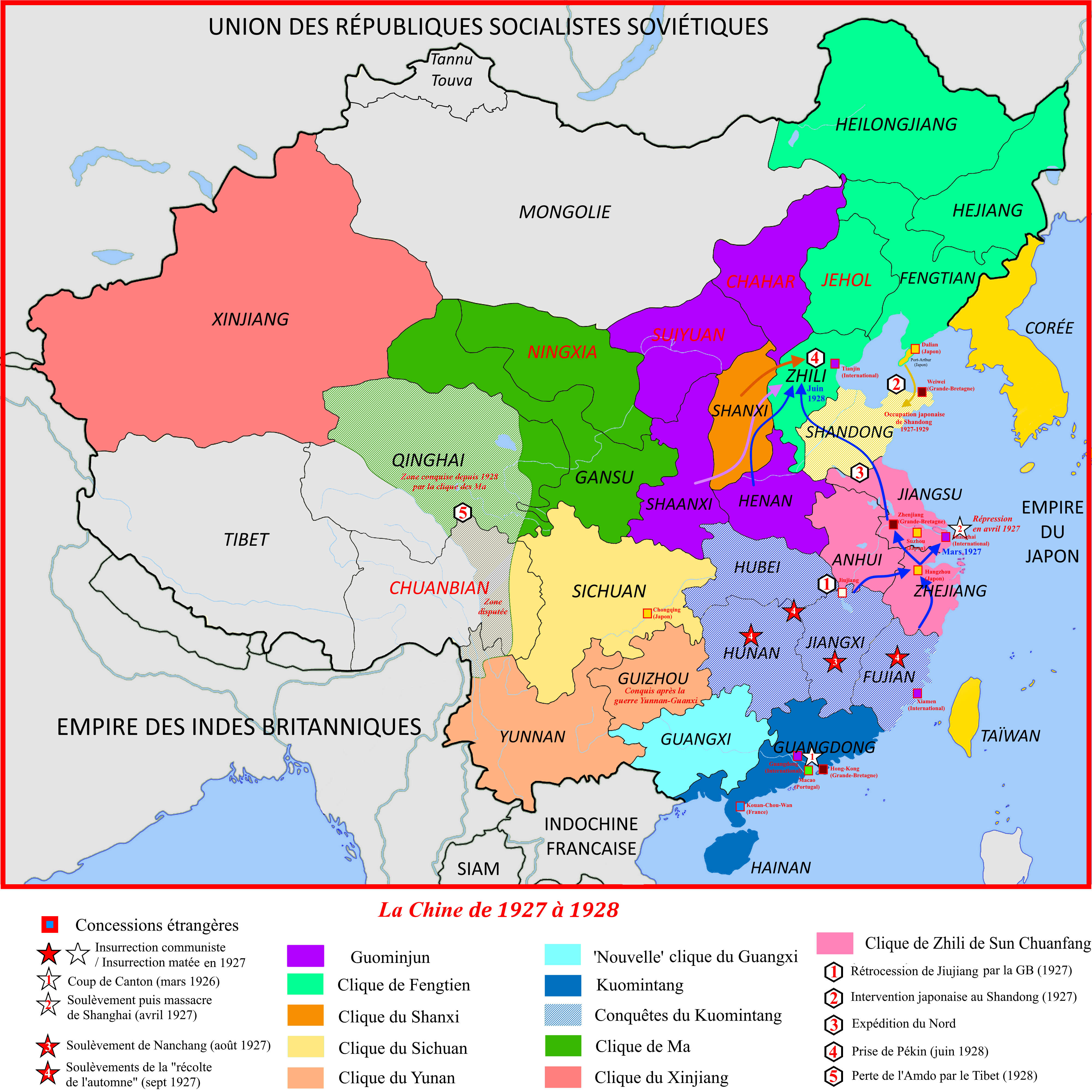
De 1927 à 1928.
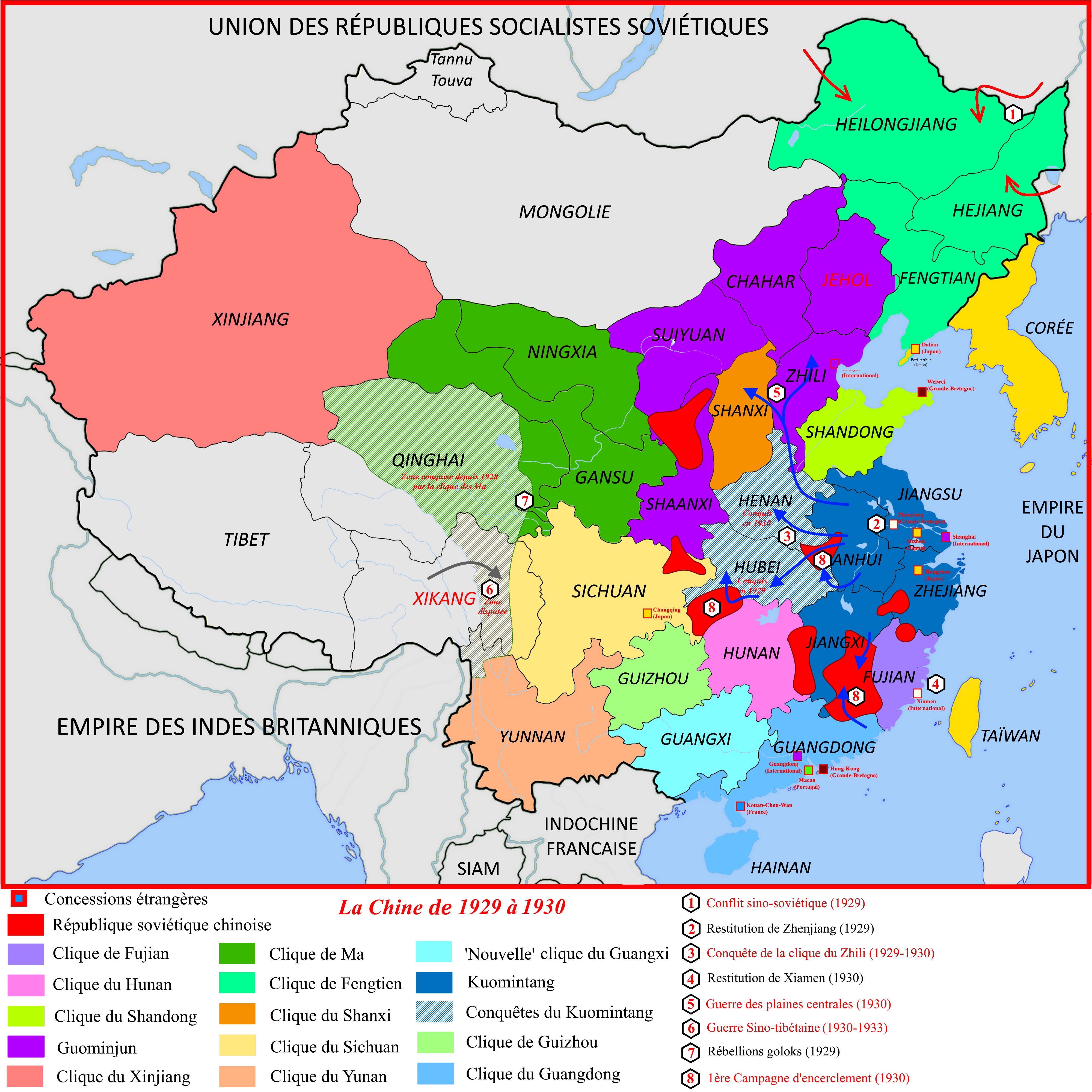
De 1929 à 1930.
Élimination des bases communistes en Chine du sud-est et Longue Marche vers le nord-ouest de 1934 à 1935.
Occupation japonaise en 1940.
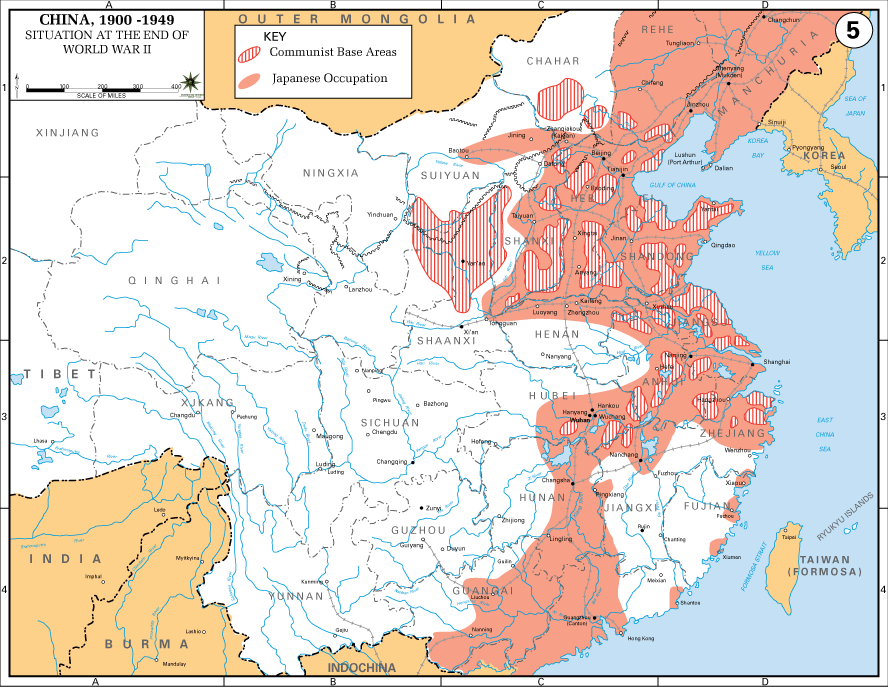
Occupation japonaise et bases communistes en 1945.
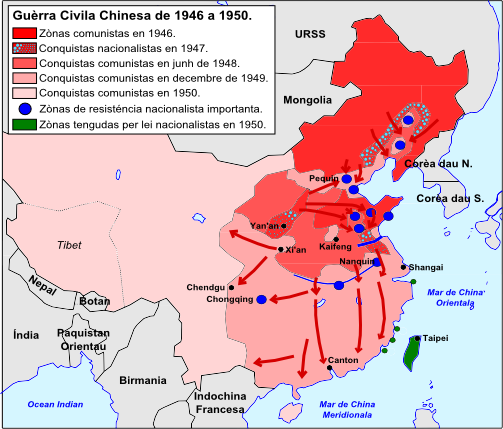
Offensive communiste et évacuation vers Taïwan de 1946 à 1950.